# Jocs bruts
Jocs bruts (títol original en anglès Cheap Thrills) és una pel·lícula de thriller de comèdia negra estatunidenca del 2013 dirigida per E. L. Katz al seu debut a la direcció. És protagonitzada per Pat Healy, Sara Paxton, Ethan Embry i David Koechner. La pel·lícula segueix dos amics que competeixen en una sèrie de reptes per valor de diferents quantitats de diners donats per una parella rica. Ha estat doblada al català.
Es va estrenar a South by Southwest (SXSW) el 8 de març de 2013, i va ser adquirida per Drafthouse Films i Snoot Entertainment. Va ser llançada el 21 de març de 2014 als Estats Units. Cheap Thrills va rebre ressenyes generalment positives per part de la crítica, però va ser una fracàs de taquilla, amb una recaptació de 59.424 dòlars contra un pressupost de 100.000 dòlars.

## Argument
Craig és un mecànic d'automòbils que perd la feina. No pot pagar el lloguer i després de veure el cartell del desallotjament, va a un antre, on coneix un vell amic de l'institut, Vince. Després del seu retrobament, coneixen una parella rica, Colin i Violet, que en un primer moment semblen amables i benignes, i després d'adonar-se de la terrible situació econòmica de Craig, els ofereixen diners a canvi de completar determinades tasques per entretenir la Violet, ja que és el seu aniversari.
Com a primera tasca, Colin ofereix cinquanta dòlars a qui entre Craig i Vince pugui beure un got que aboqui primer. A partir d'aquí, el perill de les tasques augmenta juntament amb el pagament. Els atreviments donen lloc a que Craig s'enfronti a un gorila, a qui Colin li ofereix cinc-cents dòlars per colpejar-lo primer. Ho fa i queda noquejat. Quan arriba, s'adona que l'han portat a casa d'en Colin i la Violet. Les tensions entre Craig i Vince comencen a sorgir quan competeixen entre ells en un concurs d'alè i Vince li dóna un cop de puny a l'estómac per evitar que guanyi perquè pugui reclamar ell mateix els diners del premi. Un altre desafiament entre Colin i Vince consisteix en el fet que Vince orini a les sabates de Craig. Quan en Craig va enfadat a netejar al bany, Vince l'acompanya i tramen un pla per robar la parella. Vince revela que hi ha 250.000 dòlars, que li diu a Craig que robi quan la caixa forta està oberta.
A punta de ganivet, Vince aconsegueix que Colin reveli que la caixa forta està desbloquejada. Craig recupera els diners i torna, només per fer que en Colin i la Violet els canviïn les taules quan Colin desarma fàcilment a Vince, ja que Vince no sap que Colin és un artista marcial guardonat i que la Violet té una pistola. En Colin i la Violet accepten deixar que "el passat, passat" i revelen que els diners estan preparats perquè els tinguin, però només si acaben amb el joc, la qual cosa explica per què la caixa forta està desbloquejada. Un altre desafiament consisteix en el fet que Craig tingui relacions sexuals amb Violet i obtingui 4.500 dòlars, la quantitat necessària per pagar el lloguer mensual de Craig. Això enfada Vince, que ho veu com una aposta injusta, augmentant les hostilitats entre els dos amics. Humiliat i sentint-se culpable d'haver enganyat la seva dona, Craig es retira del joc i se'n va, havent guanyat prou diners per retardar de moment el sensellarisme. La Violet, que sembla haver començat a desenvolupar sentiments per ell, està molesta i es torna retraïda, fent que el joc s'acabi ja que el seu propòsit era entretenir-la. Vince, desesperat per guanyar més diners, s'ofereix a fer qualsevol cosa que li demani. Colin suggereix l'amputació del seu dit petit per 25.000 dòlars. Just quan Vince està a punt d'acceptar, Craig torna al joc, afirmant que només va resoldre temporalment el seu problema amb els 4.500 dòlars que ha guanyat fins ara, i s'ofereix a fer el mateix desafiament per una suma més petita. Vince també baixa i van d'anada i tornada fins que Craig es conforma amb 15.000 dòlars. Vince talla el dit de Craig, donant lloc a que Craig torni a guanyar, la qual cosa només serveix per enfadar encara més en Vince.
El següent repte consisteix a menjar-se un gos mort cuit, que havia mort mentre intentava menjar-se el dit de Craig, i qui acabi la seva porció primer rebrà 50.000 dòlars. El concurs resulta en un empat, i l'empat el trenca qui es menja el dit de Craig. Craig guanya, però és colpejat per un Vince enfurismat. Després de ser portat a l'exterior per Colin per calmar-se, suggereix que Vince mati Craig per la part restant dels 250.000 dòlars. Vince considera l'oferta però es veu incapaç de matar el seu amic; insta a Craig a marxar amb ell, però de sobte és mort a trets per Craig. En Colin truca a un taxi en Craig i se'n va amb els seus guanys a la mà. Després d'haver marxat, en Colin li paga els diners a la Violet, ja que els dos havien fet una aposta per quin amic mataria l'altre; Colin va triar Vince i Violet va triar Craig. La pel·lícula acaba amb Craig arribant a casa, reconfortant el seu fill, quan de sobte s'encén la llum i apareix la seva dona, mirant en Craig cobert de sang i els diners escampats per tota l'habitació.

## Repartiment
- Pat Healy com a Craig Daniels
- Sara Paxton com a Violet
- Ethan Embry com a Vince
- David Koechner com a Colin
- Amanda Fuller com a Audrey Daniels
- Brighton Sharbino com a Luann
- Todd Farmer com a guàrdia de seguretat

## Producció
Jocs bruts va ser el primer llargmetratge dirigit per E. L. Katz. Després de l'estrena al South by Southwest, va tenir lloc una subhasta d'un dia per als drets de la pel·lícula en una rara guerra d'ofertes. Drafthouse Films, associada amb Snoot Entertainment, va guanyar la subhasta. Drafthouse Films tenia previst estrenar la pel·lícula en sales de cinema en pantalles limitades. Més tard es va projectar al Boston Underground Film Festival i al FanTasia. Drafthouse Films la va estrenar en DVD/Blu-ray 27 de maig de 2014 incloent un documental de 45 minuts anomenat "Vital Heat: The Making of Cheap Thrills".

## Recepció
A Rotten Tomatoes la pel·lícula té una puntuació del 88 % basada en les ressenyes de 100 crítics, amb una valoració mitjana de 6.9/10. El consens diu: "Alegrement desagradable i foscament hilarant, Jocs bruts compleix el seu títol de la millor manera possible." A Metacritic, la pel·lícula té una puntuació de 63 de 100, basat en 23 crítics, que indica "crítiques generalment favorables".
Joe Leydon, escrivint per Variety, va dir que la pel·lícula "és un treball completament desagradable, que sens dubte serà l'argument de venda més fort per a aquest pitjor escenari sobre l'escalada constant dels atreviments i les degradacions". John Defore, de The Hollywood Reporter, va dir que la pel·lícula és "una de les obres més implicades de misantropia cinematogràfica en anys". Defore va comparar la pel·lícula amb Una proposició indecent i Les caceres del comte Zaroff. Scott Weinberg, del lloc web de terror en línia Fearnet, va dir: "Jocs bruts passa per una idea retorçada, un repartiment fantàstic i un munt de dilemes ètics que són alhora estranyament incòmodes i tristament fascinants." Simon Foster de SBS Films va dir: "Un cas de llibre de text de una pel·lícula que mai arriba a la suma de les seves parts, Jocs bruts encara és més del que suggereix el seu títol i ofereix entreteniment fosc per a aquells que estan d'humor."